# Historia de los judíos en Afganistán

La ubicación de Afganistán (verde oscuro) en Asia

La historia de los judíos en Afganistán se remonta a hace 1,500 años, aunque la comunidad ha sido reducida mucho debido a la emigración. Las mayores comunidades judías afganas se encuentran actualmente en Israel y los Estados Unidos.

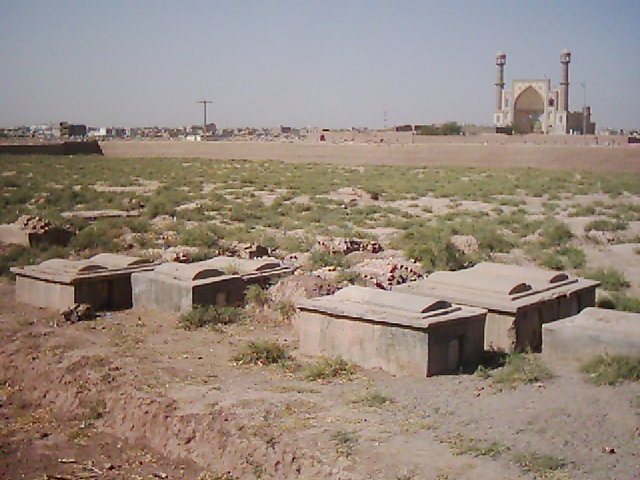
Cementerio judío en Herat, Afganistán.

Los judíos habían formado una comunidad de comerciantes de cuero y karakul, dueños de tierras y prestamistas de dinero. Las grandes familias judías vivían mayormente en la ciudad fronteriza de Herat, mientras los patriarcas de las familias realizaban viajes comerciales a través de las montañas de Afganistán cuyas rocas muestran sus oraciones talladas en hebreo, a veces incluso en arameo, moviéndose entre las rutas en la antigua ruta de seda.  Los judíos también vivieron en la ciudad capital de Kabul.
Desde 2019, se sabe de un solo judío, Zablon Simintov, que sigue viviendo en Afganistán; se encarga de una sinagoga en la capital de Afganistán, Kabul.

## Historia

Judíos afganos

Los más antiguos registros de una población judía en Afganistán tienen fecha del siglo VII. Los judíos de ascendencia afgana pretenden ser de las Diez tribus perdidas de Israel. Balkh era un centro principal para la comunidad judía en Afganistán en la antigüedad. Se dice que esta ciudad fue el sitio de entierro del profeta hebreo Ezequiel, y la casa del profeta Jeremías. La ciudad de Herat era importante en la ruta de seda y entre otras rutas comerciales. Hoy en día, las ruinas todavía existen y existe también un cementerio judío. Muhammad al-Idrisi (muerto en 1166) escribió que Kabul tuvo un barrio judío. En el siglo XVIII, los judíos que servían en el ejército de Nadir Shah llegaron a Kabul como guardias de la tesorería. En 2011, el llamado Geniza afgano, una colección del 11º siglo de fragmentos de un manuscrito en hebreo, arameo, judeo-árabe y judeo-persa fue encontrado en cuevas talibanas en Afganistán. Unas 29 páginas de la colección fueron compradas por la Biblioteca Nacional de Israel en 2013.

### La crisis de refugiados soviéticos
En la década de 1930, alrededor de 60,000 refugiados habían huido de territorio soviético a Afganistán. En 1932, Mahoma Nadir Shah creó un tratado fronterizo con la Unión Soviética que impedía a los que buscaban asilo de huir y entrar a Afganistán. Más tarde en el mismo año, Afganistán empezó a deportar a los refugiados de vuelta a la Unión Soviética o a ciertos territorios chinos especificados. Los judíos soviéticos ya en Afganistán, quienes intentaban huir más allá al sur, fueron detenidos en la ciudad capital de Kabul, mientras cualquier judío soviético aprehendido en la frontera era deportado inmediatamente. Los judíos soviéticos fueron acusados de espionaje y de intentar diseminar propaganda radical bolchevique.
Aun así, en 1933, los judíos afganos no-refugiados no soviéticos, que habían vivido allí desde tiempo anterior, también fueron perseguidos. Todo judío ciudadano de Afganistán fue obligado a volver al lugar de su nacimiento, generalmente Herat o Kabul. Esto era un intento por el gobierno a aplicar más profundamente la política de que los judíos no eran nativos de las provincias del norte de Afganistán. Después de que Muhammad Nadir Shah fuese asesinado en 1933, su hijo continuó el tratamiento duro hacia los judíos. Al fin de 1933, casi todos los judíos en las ciudades del norte habían sido expulsados y habían regresado al centro de Afganistán.[cita requerida]
En 1935, un delegado al Congreso Sionista declaró que alrededor de 40,000 Judíos de Bujará habían sido asesinados o murieron de hambre.
En el verano de 1935, empiezan motines en Herat, la ciudad afgana con la población judía más grande, debido a una disputa entre dos chicos, uno judío y uno musulmán. Los dos chicos empezaron a pelearse por razones desconocidas, causando que el chico musulmán cayese por una escalera. El chico judío, Aba Ben Simon, fue culpado, y otros empezaron a extender rumores que había quería obligar al chico musulmán a convertirse al judaísmo. Este incidente causó que los musulmanes chiitas de Herat tomaran las armas contra los judíos, les golpearan y saquearan sus tiendas y casas. Las mujeres judías, fuera cual fuera su estado marital, fueron sometidas a ser secuestradas y violadas, y a veces se les convirtió a la fuerza y las casaron con sus atacantes[cita requerida]. Algunos judíos se huyeron de Herat y nunca fueron permitidos regresar.
Algunos judíos intentaron huir a la India controlada por los británicos. El gobierno colonial británico les metió en categorías según sus pasaportes: iraní, ruso y afgano. Aquellos con pasaportes rusos eran una vez más acusados de tener “lazos bolcheviques” y su entrada negada. El Raj británico intentó deportar a muchos judíos afganos y rusos de vuelta a la Unión Soviética bajo la excusa de su presunta violación de los “códigos de conducta” de la India británica (i.e., Casos de Conspiración Peshawar), cuando de hecho el gobierno colonial temía que diseminarían el socialismo entre el pueblo indio nativo y dirigirles para luchar contra el régimen colonial, lo que sería un apoyo al movimiento de independencia india que crecía en ese momento.
La vida judía en Kabul y Herat siguió empeorando. Muchos judíos huyeron ilegalmente a la India durante la década de 1940. Miles de judíos huyeron a Palestina, (y finalmente Israel después de que fuera establecido en 1948). Algunos judíos también llegaron a los Estados Unidos, estableciéndose principalmente en el barrio de Queens de la Ciudad de Nueva York.

### Emigración
En 1948, más de 5,000 judíos vivían en Afganistán, y después de que se les permitiera emigrar en 1951, la mayoría de ellos se mudaron a Israel y los Estados Unidos. Afganistán era el único país musulmán que dejó que las familias judías emigraran sin revocar primero su ciudadanía. Una gran cantidad de judíos afganos dejaron el país en los años 1960. Su restablecimiento en Nueva York y Tel Aviv fue motivado por la búsqueda de una vida mejor. En 1969, algunos 300 quedaron, y la mayoría de estos se fueron después de la invasión soviética de 1979, dejando unos 10 judíos afganos en 1996, la mayoría de ellos en Kabul. Más de 10,000 judíos ascendencia afgana viven actualmente en Israel. Más de 200 familias judías afganas viven en la Ciudad de Nueva York en los EE. UU. Más de 100 judíos de ascendencia afgana viven en Londres.

## Población actual
Al fin de 2004, sólo dos judíos quedaron en Afganistán, Zablon Simintov e Isaac Levy. Simintov manejaba una tienda que vendía alfombras y joyas hasta 2001. Vivieron a los lados separados de la sinagoga ruinosa de Kabul. Se denunciaban el uno al otro a las autoridades varias veces, y ambos pasaron tiempo en prisiones talibanas. El talibán también confiscó la Torá. La relación contenciosa entre Simentov y Levy fue dramatizada en una obra teátrica inspirada en reportajes de los dos, los cuales aparecieron en los medios informativos internacionales que siguieron la invasión dirigida por EE. UU. en Afganistán y el derrocamiento del régimen talibán. La obra, titulada "Los últimos dos judíos de Kabul," fue escrita por Josh Greenfeld y fue realizada en la Ciudad de Nueva York en 2002.
En enero de 2005, Levy murió de causas naturales. Simentov es ahora el último judío restante en Afganistán. Simentov está intentando recuperar la confiscada Torá. Simentov, quien no habla hebreo, pretende que el hombre que robó su Torá ahora está en custodia de los EE. UU. en la Bahía de Guantánamo. Simentov tiene una mujer y dos hijas quienes viven en Israel y dice que considera la idea de ir con ellas. Aun así, cuando se le preguntó durante una entrevista reciente si iría a Israel, Simentov replicó, "¿Ir a Israel? ¿Qué haría yo allí? ¿Por qué tendría que irme de aquí?"
Hay también una sinagoga abandonada en Herat, en el oeste de Afganistán, la cual contiene la mayoría de sus características originales a pesar de que esté en un estado no mantenido.